# 応永記
『応永記』（おうえいき）は、応永の乱について書かれた軍記物。
作者、成立年代とも不詳であるが、応永の乱後まもない頃の成立。書き出しはこれまでの軍記物語とはやや異なり、「応永六年九月の比。客星、南方に出けるを陰陽師の頭有世、勘へ申しけるは、太白、ケイ惑と合い交わる九十日の大兵乱なり・・・」で始まる。また、書名は『大内義弘退治記』ともされ、異本に『堺記』がある。1399年（応永6年）9月から12月21日までの記録。堺での大内義弘と幕府の使者絶海中津とのやり取り、大内や幕府でのやりとり、陣の取り方などにも言及している。12月21日の堺城攻防戦と義弘の討ち死までを記す。